# Хошк-Руд (Амоль)
Хошк-Руд (перс. خشكرود) — село в Ірані, у дегестані Бала-Хіябан-е Літкух, в Центральному бахші, шагрестані Амоль остану Мазендеран. За даними перепису 2006 року, його населення становило 321 особу, що проживали у складі 77 сімей.

## Клімат
Середня річна температура становить 10,96°C, середня максимальна – 29,76°C, а середня мінімальна – -11,46°C. Середня річна кількість опадів – 204 мм.
| Клімат поселення                              | Клімат поселення | Клімат поселення | Клімат поселення | Клімат поселення | Клімат поселення | Клімат поселення | Клімат поселення | Клімат поселення | Клімат поселення | Клімат поселення | Клімат поселення | Клімат поселення | Клімат поселення |
| Показник                                      | Січ.             | Лют.             | Бер.             | Квіт.            | Трав.            | Черв.            | Лип.             | Серп.            | Вер.             | Жовт.            | Лист.            | Груд.            |                  |
| Середній максимум, °C                         | 7,68             | 9,19             | 12,90            | 19,08            | 24,42            | 29,76            | 29,59            | 29,26            | 24,82            | 18,64            | 12,17            | 6,97             |                  |
| Середня температура, °C                       | −1,88            | −0,38            | 3,31             | 9,52             | 14,85            | 20,20            | 23,68            | 23,36            | 18,90            | 12,72            | 6,26             | 1,07             |                  |
| Середній мінімум, °C                          | −11,46           | −9,95            | −6,26            | −0,06            | 5,28             | 10,63            | 17,77            | 17,42            | 13,00            | 6,81             | 0,36             | −4,85            |                  |
| Норма опадів, мм                              | 34               | 33               | 38               | 26               | 16               | 2                | 3                | 1                | 1                | 5                | 18               | 27               |                  |
| Середньомісячна швидкість вітру, м/с          | 1.30             | 1.90             | 2.44             | 2.54             | 2.36             | 2.22             | 2.29             | 2.12             | 1.98             | 1.65             | 1.51             | 1.44             |                  |
| Середньомісячна сонячна радіація, кДж/м²·день | 10365            | 13490            | 16105            | 19027            | 22785            | 26643            | 25518            | 24404            | 21737            | 16506            | 11859            | 9864             |                  |
| --------------------------------------------- | ---------------- | ---------------- | ---------------- | ---------------- | ---------------- | ---------------- | ---------------- | ---------------- | ---------------- | ---------------- | ---------------- | ---------------- | ---------------- |
| Джерело:                                      |                  |                  |                  |                  |                  |                  |                  |                  |                  |                  |                  |                  |                  |